# Stepnîi Iar, Novoaidar
Stepnîi Iar (în ucraineană Степний Яр) este un sat în comuna Novoahtîrka din raionul Novoaidar, regiunea Luhansk, Ucraina.

## Demografie
Componența lingvistică a localității Stepnîi Iar
     Rusă (85,91%)
     Ucraineană (14,09%)
Conform recensământului din 2001, majoritatea populației localității Stepnîi Iar era vorbitoare de rusă (85,91%), existând în minoritate și vorbitori de ucraineană (14,09%).